# Druvflorskinn
Druvflorskinn (Botryobasidium vagum) är en svampart som först beskrevs av Berk. & M.A. Curtis, och fick sitt nu gällande namn av Donald Philip Rogers 1935. Druvflorskinn ingår i släktet Botryobasidium och familjen Botryobasidiaceae.  Arten är reproducerande i Sverige. Inga underarter finns listade i Catalogue of Life.
I den svenska databasen Dyntaxa används istället namnet Botryobasidium botryosum för samma taxon.  Arten är reproducerande i Sverige.

## Bildgalleri

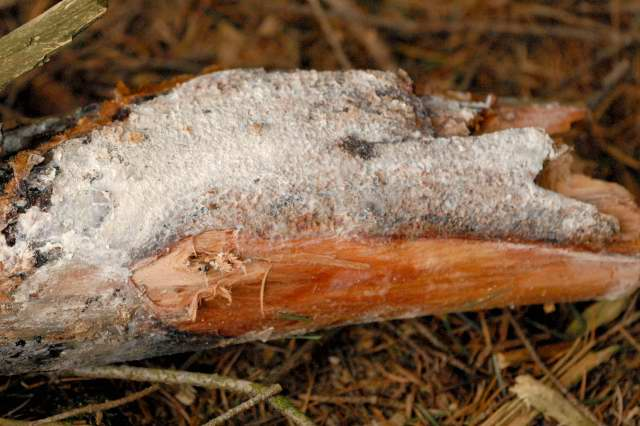